# Meeting de Paris 2019
Il Meeting de Paris 2019 è stato la 36ª edizione dell'annuale meeting di atletica leggera, e si è svolto allo Stadio Charléty di Parigi, il 24 agosto 2019. Il meeting è stato la dodicesima tappa del circuito di atletica leggera Diamond League 2019.

## Programma[1]
| #  | Orario | Specialità         |
| -- | ------ | ------------------ |
| 1  | 18:02  | Getto del peso     |
| 2  | 19:09  | Salto con l'asta   |
| 3  | 20:03  | 400 metri ostacoli |
| 4  | 20:09  | Salto in alto      |
| 5  | 20:14  | 800 metri          |
| 6  | 20:32  | Salto triplo       |
| 7  | 20:35  | 1500 metri         |
| 8  | 20:57  | 200 metri          |
| 9  | 21:29  | 3000 metri siepi   |
| 10 | 21:50  | 110 metri ostacoli |

| # | Orario | Specialità       |
| - | ------ | ---------------- |
| 1 | 18:35  | Salto triplo     |
| 2 | 19:17  | Lancio del disco |
| 3 | 19:40  | Salto con l'asta |
| 4 | 20:24  | 100 metri        |
| 5 | 20:48  | 400 metri        |
| 6 | 21:06  | 800 metri        |

     Specialità valide per la Diamond League

## Risultati
Di seguito i primi tre classificati di ogni specialità.

### Uomini
| Specialità         |                     | Prestazione | 2º classificato   | Prestazione | 3º classificato    | Prestazione |
| 200 metri          | Noah Lyles          | 19"65       | Ramil Guliyev     | 20"01       | Aaron Brown        | 20"13       |
| 800 metri          | Brandon McBride     | 1'43"78     | Wesley Vázquez    | 1'43"83     | Michael Saruni     | 1'44"41     |
| 1500 metri         | Ronald Musagala     | 3'30"58     | Ayanleh Souleiman | 3'30"66     | Filip Ingebrigtsen | 3'31"06     |
| 3000 metri siepi   | Soufiane el-Bakkali | 8'06"64     | Benjamin Kigen    | 8'07"09     | Lamecha Girma      | 8'08"63     |
| 110 metri ostacoli | Daniel Roberts      | 13"08       | Orlando Ortega    | 13"14       | Freddie Crittenden | 13"17       |
| 400 metri ostacoli | Karsten Warholm     | 47"26       | Ludvy Vaillant    | 48"30       | Kyron McMaster     | 48"33       |
| Salto in alto      | Michael Mason       | 2,28 m      | Andrij Procenko   | 2,28 m      | Il'ja Ivanjuk      | 2,28 m      |
| Salto con l'asta   | Sam Kendricks       | 6,00 m      | Augusto Dutra     | 5,80 m      | Emmanouīl Karalīs  | 5,70 m      |
| Salto triplo       | Will Claye          | 18,06 m     | Christian Taylor  | 17,82 m     | Omar Craddock      | 17,28 m     |
| Getto del peso     | Tomas Walsh         | 22,44 m     | Joe Kovacs        | 22,11 m     | Darlan Romani      | 21,56 m     |

     Prestazione che stabilisce il nuovo record del meeting.

### Donne
| Specialità       |                     | Prestazione | 2º classificato      | Prestazione | 3º classificato | Prestazione |
| 100 metri        | Elaine Thompson     | 10"98       | Marie-Josée Ta Lou   | 11"13       | Dafne Schippers | 11"15       |
| 400 metri        | Stephenie McPherson | 51"11       | Kendall Ellis        | 51"21       | Shakima Wimbley | 51"50       |
| 800 metri        | Hanna Green         | 1'58"39     | Natoya Goule         | 1'58"59     | Winnie Nanyondo | 1'58"83     |
| Salto con l'asta | Alysha Newman       | 4,82 m      | Aikaterinī Stefanidī | 4,75 m      | Sandi Morris    | 4,75 m      |
| Salto triplo     | Yulimar Rojas       | 15,05 m     | Liadagmis Povea      | 14,75 m     | Keturah Orji    | 14,72 m     |
| Lancio del disco | Denia Caballero     | 66,91 m     | Sandra Perković      | 65,01 m     | Feng Bin        | 64,60 m     |